# Giánnis Vóglis
 Giánnis Vóglis (en grec moderne : Γιάννης Βόγλης) est né le 30 septembre 1937 à Athènes, en Grèce, et mort dans cette même ville le 20 avril 2016 est un acteur grec.

## Biographie
Né d'un père originaire d'Asie mineure et d'une mère issue d'Andros, Giánnis Vóglis étudie le théâtre à l'académie de Pélos Katsélis. Sa première apparition sur scène a lieu en 1961, dans la pièce H Ánodos tou Artoúro, dirigée par Károlos Koun (en). C'est cependant au cinéma qu'il gagne sa célébrité, avec son rôle dans le film Korítsia ston ílio (en) de Vasílis Georgiádis en 1968. Par la suite, son rôle le plus important a lieu dans le film To chóma váftike kókkino du même Georgiádis.
Après ce passage au cinéma, Giánnis Vóglis se consacre surtout au théâtre. Dans les années 1980, il rejoint ainsi la troupe Anatoli. Il participe également à de nombreuses publications, en tant que narrateur. En 2009, il devient membre du DIPETHE Patras.